# Dipartimento di Rosso
Il dipartimento di Rosso è un dipartimento (moughataa) della regione di Trarza in Mauritania con capoluogo Rosso.
Il dipartimento comprende 2 comuni:
- Rosso
- Jedr El Moubghuen